# Dąbie-meer
Het Dąbie-meer (Jezioro Dąbie) is een verbreding van de Oder even voor de monding in het Oderhaf bij Szczecin. Het meer met een lengte van 15 km heeft een oppervlakte van 56 km². De diepte is maximaal 8 meter. Het meer wordt vanuit het zuidwesten gevoed door beide hoofdarmen van de Oder.
Het meer is genoemd naar Dąbie (Duits: Altdamm), een stadsdeel van Szczecin op de rechteroever van de Oder, dat ten zuiden van het meer ligt. Ook de westelijke oever is dicht bebouwd met stadsdelen van Szczecin. De oostelijke en noordelijke oever zijn onaangetast. De plaats Goleniów ligt ongeveer 10 km ten oosten van de oostoever.